# میکل بریجز
میکال بریجز (انگلیسی: Mikal Bridges؛ زادهٔ ۳۰ اوت ۱۹۹۶) بازیکن بسکتبال اهل ایالات متحده آمریکا است.
از باشگاه‌هایی که در آن بازی کرده‌است می‌توان به فینیکس سانز اشاره کرد.